# Национальная галерея зарубежного искусства (София)
Национальная галерея зарубежного искусства (болг. Национална галерия за чуждестранно изкуство) — художественный музей зарубежного изобразительного искусства в Софии, Болгария.

## История
Учреждена 5 ноября 1985 года при поддержке Фонда Людмилы Живковой (сейчас — Фонд святых Кирилла и Мефодия) на базе коллекций зарубежного искусства Национальной художественной галереи, а также частных пожертвований. В 2014 году, однако, оба музея были вновь объединены в единый Национальный музейный комплекс, переименованный в 2015 году в Национальную галерею. Таким образом, Национальная галерея зарубежного искусства прекратила своё существование.
Была расположена на площади Александра Невского в бывшем здании Царской типографии, построенном в 1882—1884 годах в стиле неоклассицизма. Экспозиция музея размещалась в 19 залах на четырёх этажах. После объединения музеев в это здание, получившее название Квадрат 500, была также перемещена постоянная экспозиция болгарского искусства XIX—XX веков.

## Коллекция
В музейном фонде около 10 тысяч произведений живописи, скульптуры, графики и декоративно-прикладного искусства, среди которых работы Россо Фьорентино, Яна ван Гойена, Николаса Питерса Берхема, Исаака ван Остаде, Огюста Ренуара, Мориса Вламинка, Константина Коровина, рисунки Дюрера, Рембрандта, Гойи, Шагала, Пикассо, Миро, Дали, скульптуры Родена и Мештровича.
В собрании музея много работ Николая Рериха, а также работы его сына Святослава. Гордостью галереи является коллекция живописи XX века, особенно французской, в том числе богатое собрание работ художественной группы «Поэтическая реальность».
Обширно собрание ориентального искусства, в котором представлено африканское искусство, японская гравюра, буддийская скульптура Юго-Восточной Азии, индийская скульптура и миниатюры. Жемчужиной галереи является самое богатое за пределами Португалии, Великобритании и Индии собрание христианской скульптуры провинции Гоа.

## Галерея

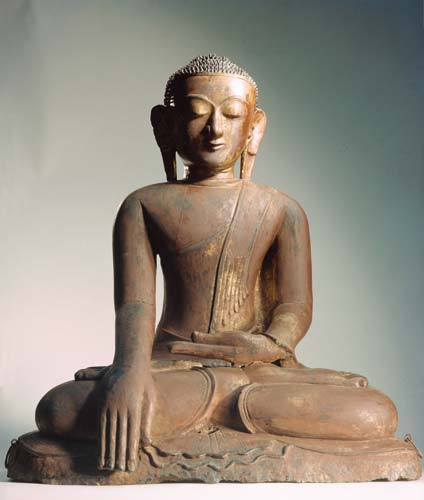
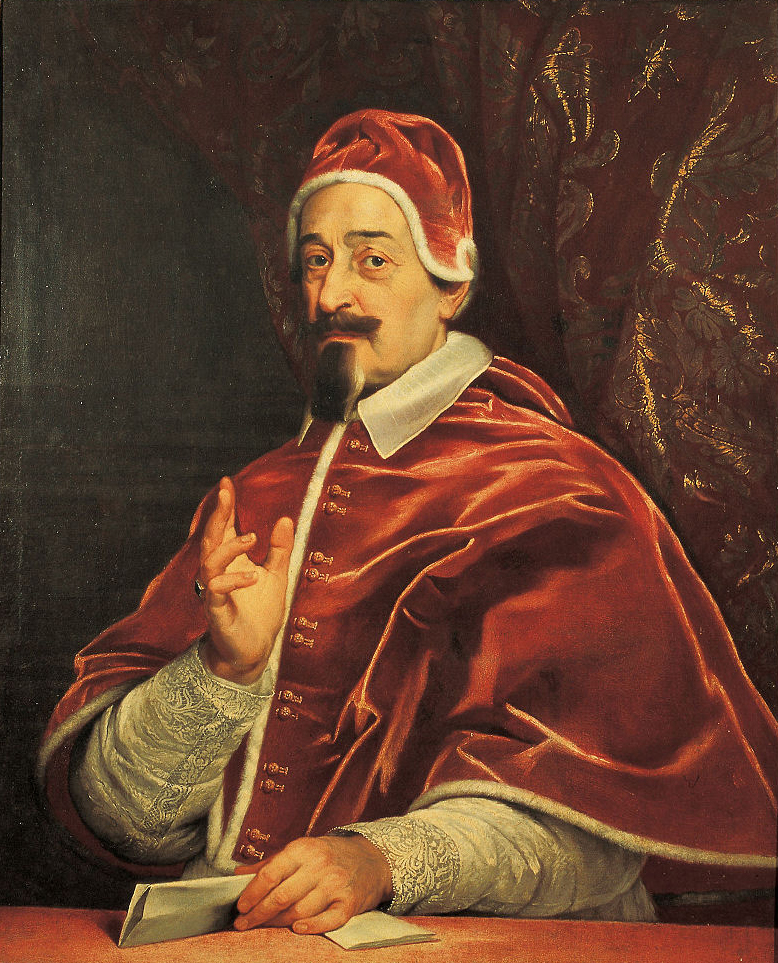
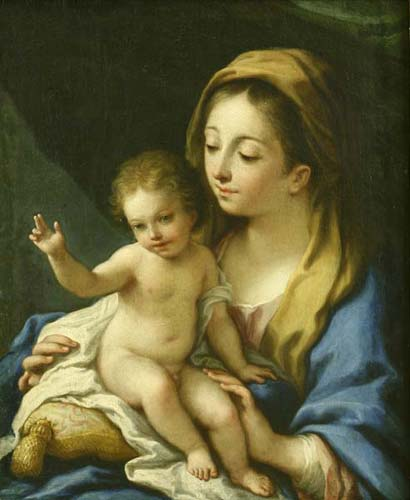
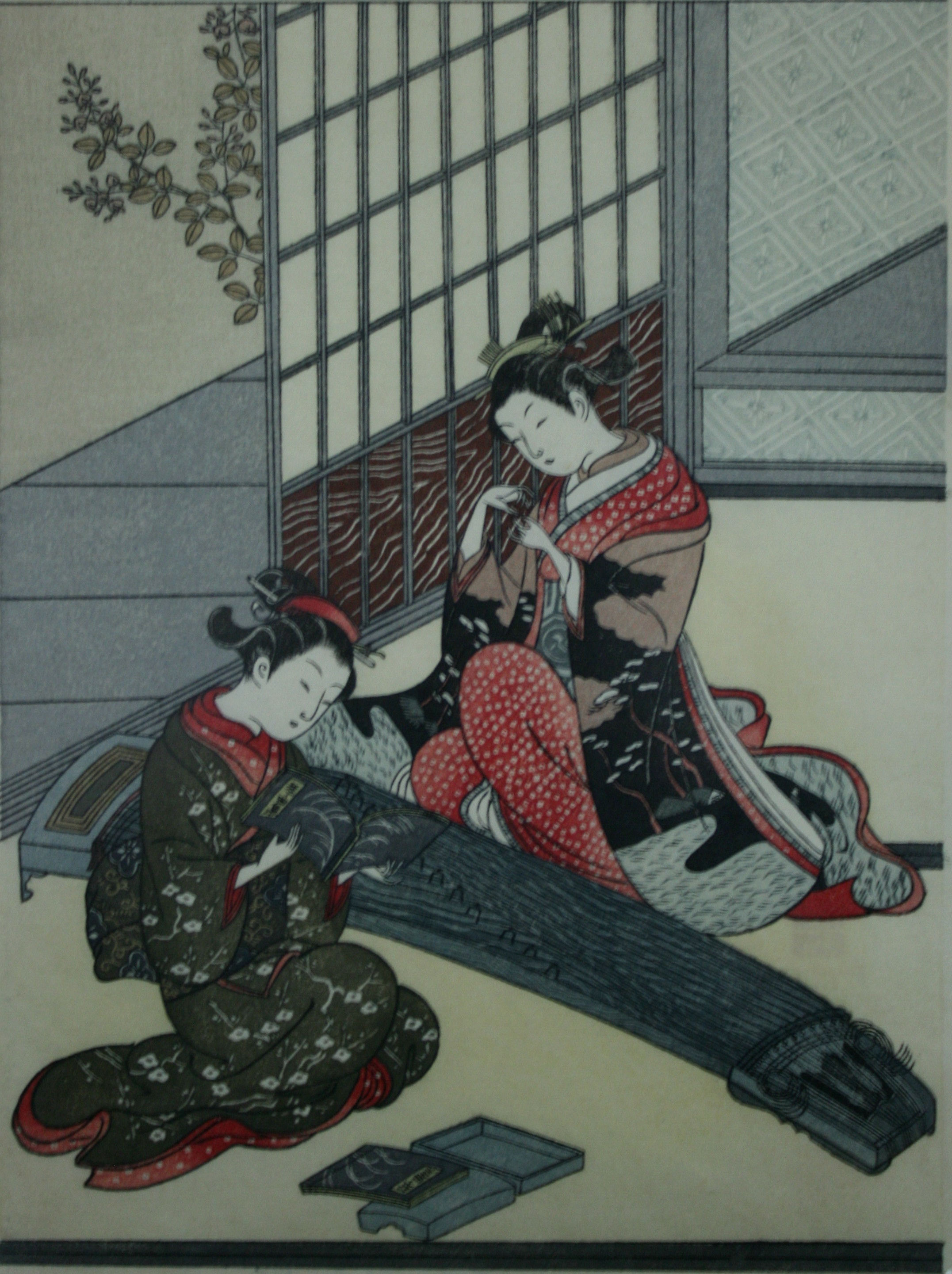
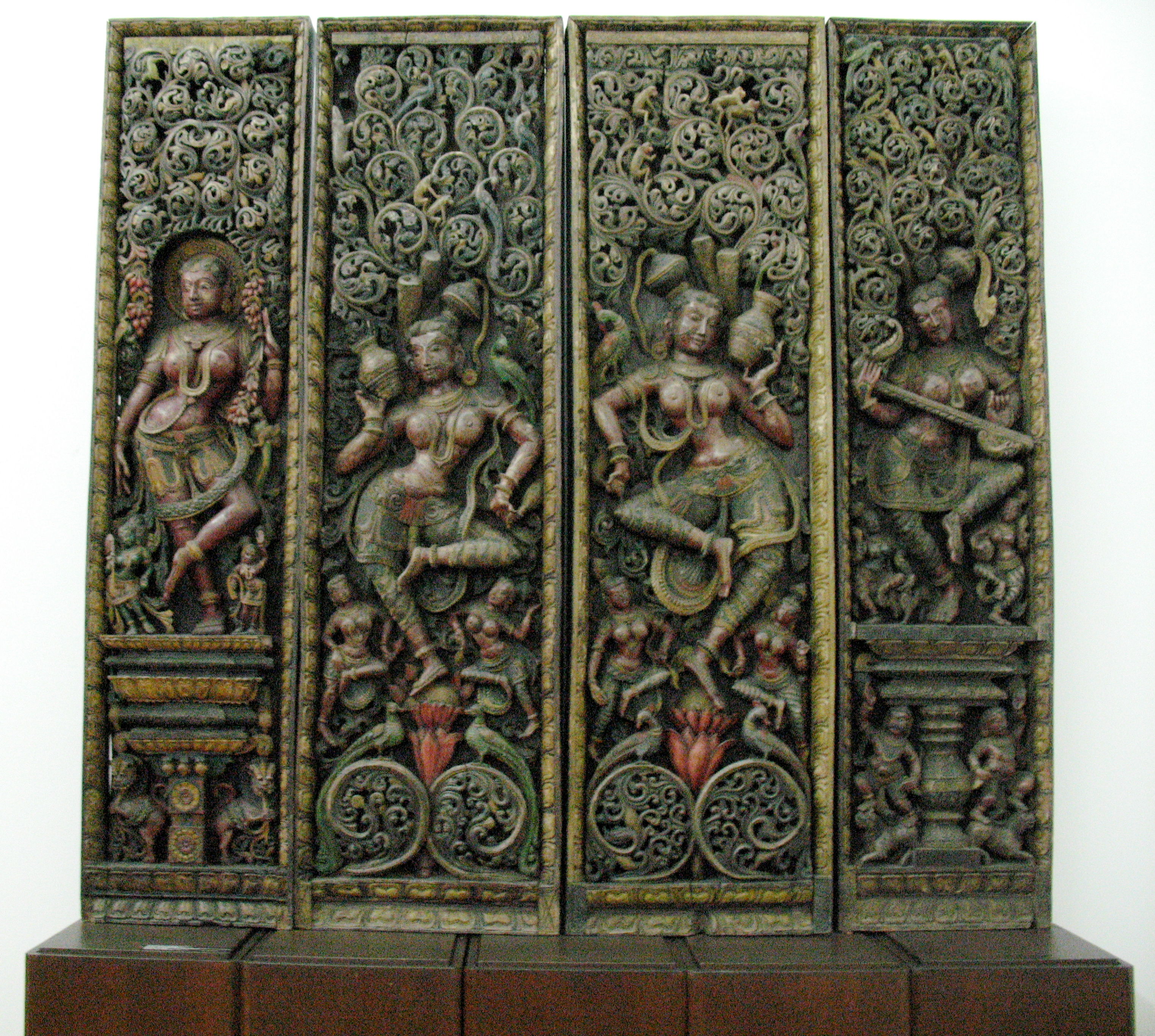
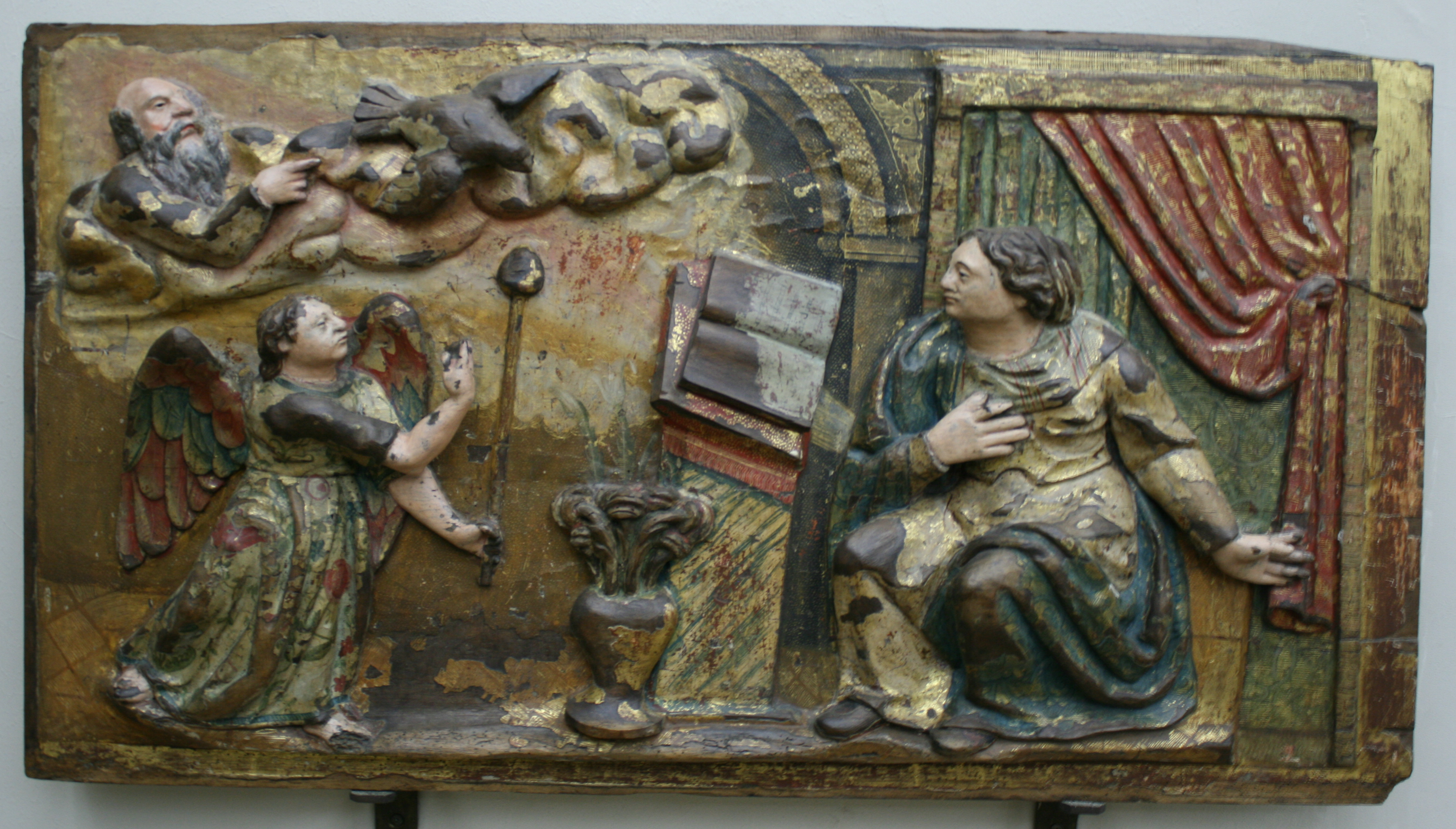
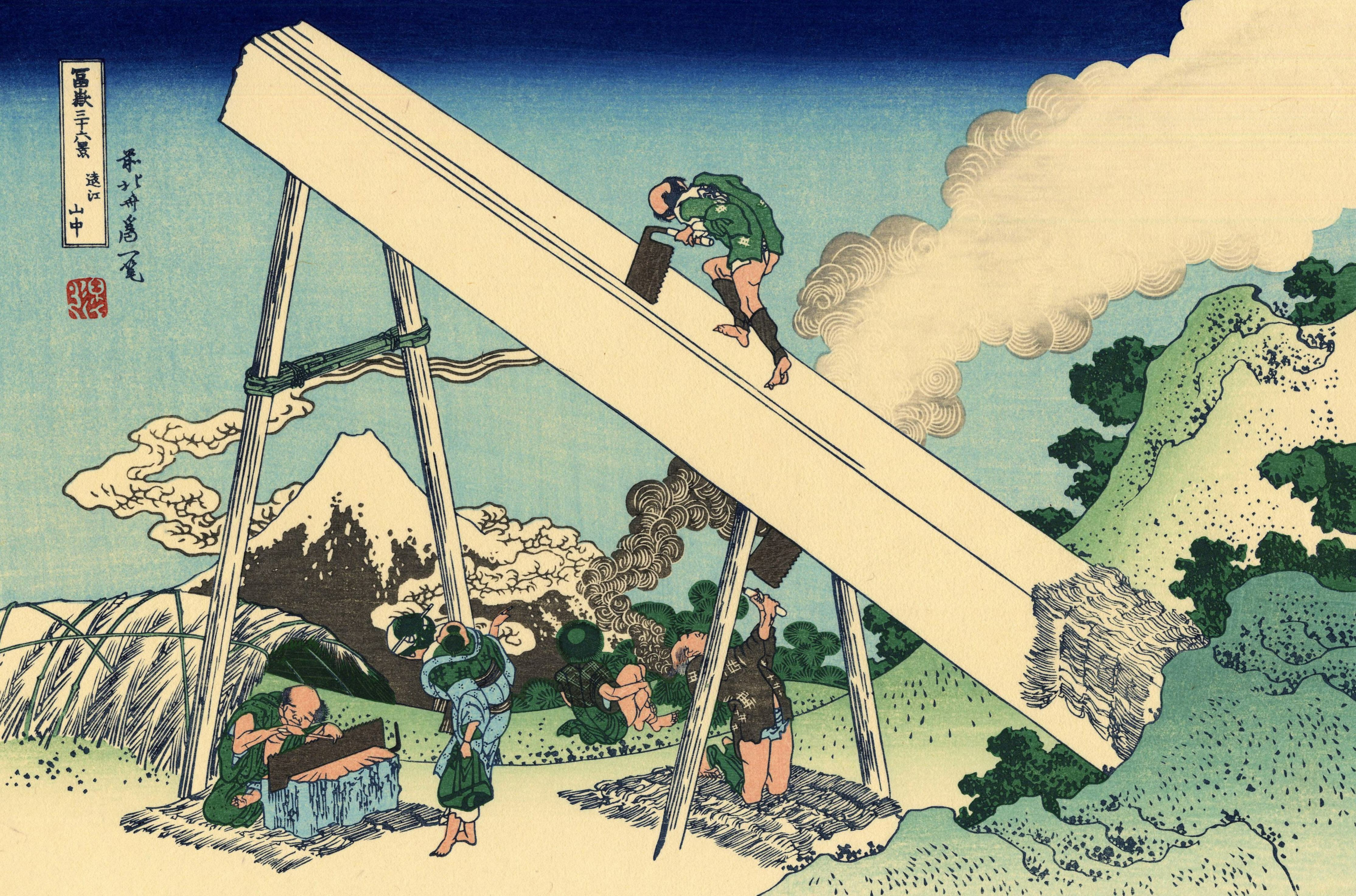
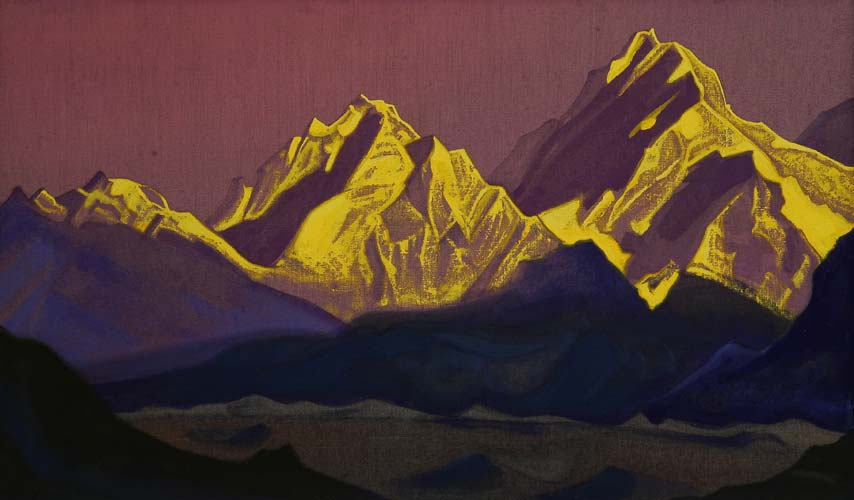